# Mathcore
Mathcore (jiné názvy: math metal, technický hardcore, technický metalcore, progresivní metalcore) je rytmicky komplexní a neharmonický styl metalcore. Má kořeny ve skupinách jako Converge, Botch a The Dillinger Escape Plan. Termín "mathcore" byl navržen jako obdoba math rocku. Math rock a metalcore používají neobvyklý takt. Mathrockové skupiny jako Slint, Don Caballero, Shellac a Drive Like Jehu jsou ovlivněny mathcorem, ačkoli mathcore má blíže k metalcore. Významné mathcorové skupiny jsou spojovány z grindcore.

## Významní interpreti
| Skupina                   | Země               | Založeno | Poznámky                    |
| ------------------------- | ------------------ | -------- | --------------------------- |
| Architects                | Spojené království | 2004     | [ 10 ]                      |
| Oceans Ate Alaska         | Spojené království | 2011     | [ 11 ]                      |
| Benea Reach               | Norsko             | 2003     | [ 12 ] [ 13 ]               |
| Blood Has Been Shed       | USA                | 1997     | [ 14 ]                      |
| Botch                     | USA                | 1993     | [ 15 ] [ 16 ] [ 17 ] [ 18 ] |
| Car Bomb                  | USA                | 2002     | [ 19 ]                      |
| COALESCE                  | USA                | 1994     | [ 20 ]                      |
| Converge                  | USA                | 1990     | [ 21 ]                      |
| Daughters                 | USA                | 2001     | [ 22 ]                      |
| The Dillinger Escape Plan | USA                | 1997     | [ 23 ] [ 24 ]               |
| The End                   | Kanada             | 1999     | [ 25 ]                      |
| Ion Dissonance            | Kanada             | 2001     | [ 26 ]                      |
| Protest the Hero          | Kanada             | 1999     | [ 27 ]                      |
| Rolo Tomassi              | Spojené království | 2005     | [ 28 ]                      |
| War from a Harlots Mouth  | Německo            | 2005     | [ 29 ]                      |